# World's end
『World's end』（ワールズエンド）は、エンターブレイン『マジキュー・プレミアム』2001年春号（創刊号）より『マジキュー』Vol.25（2006年3月25日発売）まで連載された読者参加企画。
原作：天広直人（原案・キャラクターデザイン）・玉井☆豪（シナリオ・設定）、文芸：長井知佳。
同時期に連載されていた、天広直人がイラストを担当していた大ヒット作『シスター・プリンセス』（電撃G'sマガジン（メディアワークス刊）連載）に対してシナリオ面では優位性を示せず、ドラマCDなどのメディアミックス展開はあったものの、発売予定だったゲーム版が中止になるほど人気は伸び悩んだ。

## ストーリー
大陸の東の端にある孤島パラ・デサ。「楽園」の別名を持つその島の東の端にある「世界の果て」（The end of the world）と呼ばれる岬に立つ王立魔法学院。王立魔法院に仕官する魔術師を養成するこの学院には、世界中から魔法使いの卵が集まって来る。
果たして、新入生であるルナ・カーマイン・ネロ・セレスの4人は一人前の魔法使いになれるのであろうか?

## 登場人物
声優はドラマCD版のキャスト。
ルナ・パトラクシェ
声 - 野川さくら
主人公。7月5日生（かに座）。闇の属性を持つお気楽な性格の少女。羽根猫のファムを飼っている。素質は4人の中で一番だが、魔力のコントロールは不得意で失敗が多い。
カーマイン・ロードナイト
声 - 千葉紗子
9月30日生（てんびん座）。火の属性を持つお嬢様。我が儘で夢想癖が強いが、面倒見の良さも併せ持っている。
ネロ・ベルーティノ
声 - 清水愛
12月20日生（いて座）。聖の属性を持つが得意な魔法は黒魔法と言う変わり者。そのギャップを象徴するように、性格もかなり腹黒い。
セレス・アクエリアス
声 - 折笠富美子
5月6日生（おうし座）。風の属性を持つマイペースな少女。4人の中では最年長だが、年相応の威厳は感じられない。

### 魔法学院の先生
ルルティア・ガーネット
声 - 金月真美
1月10日生（やぎ座）。4人の担任。聖歌の授業で披露した歌声は多くの生徒を魅了する。慈愛に満ちた上品な女性。
リーファ
10月26日生（さそり座）。乗馬が趣味のボーイッシュな先生。
エルミナ・ルーヴェンデール
3月15日生（うお座）。どこか頼り無さげな新任の先生。

### その他
ファム
声 - 真田アサミ
ルナのペットの翼を持つ猫。ペガサスに変身する。お説教の多いルナの面倒見役。

## メディア展開
下記の関連作品群の他、プリンセスソフトよりPlayStation 2でゲームが発売される予定だったが、中止になっている。

### 書籍
World's end プレミアムコレクション
2003年8月6日初版 ISBN 4757715358
ファミ通文庫（1巻は玉井☆豪・著、2巻以降は秋タカシ・著）
1. eternal magic 2003年6月4日初版 ISBN 4757713665
2. Moonlight Illusion 2004年9月3日初版 ISBN 475771971X
3. Summer Night Labyrinth 2005年4月1日初版 ISBN 4757722052
4. Voice of Darkness 2005年11月10日初版 ISBN 4757724934
5. Rebirth to Future 2006年1月4日初版 ISBN 4757725558

World's end フェアリーズダイアリー
2006年10月1日初版 ISBN 475772957X

### CD
マリン・エンタテインメントより発売。
DRAMATIC CD World's end I
2002年12月21日発売。MMCC-4036
DRAMATIC CD World's end II
2003年3月28日発売。MMCC-4037
キャラクターミニアルバム Never Ending Fantasia
2003年6月6日発売。MMCC-4042

### 関連番組
World’s end
animate.tvで2003年に配信されたインターネットラジオ番組。出演：野川さくら・千葉紗子、清水愛・折笠富美子（交替制）。
World’s end うぃっち・パーティー☆
animate.tv配信の映像番組。出演：野川さくら・千葉紗子・清水愛・折笠富美子（不定期交替制）。全26回。